# Diversidad sexual en Grecia

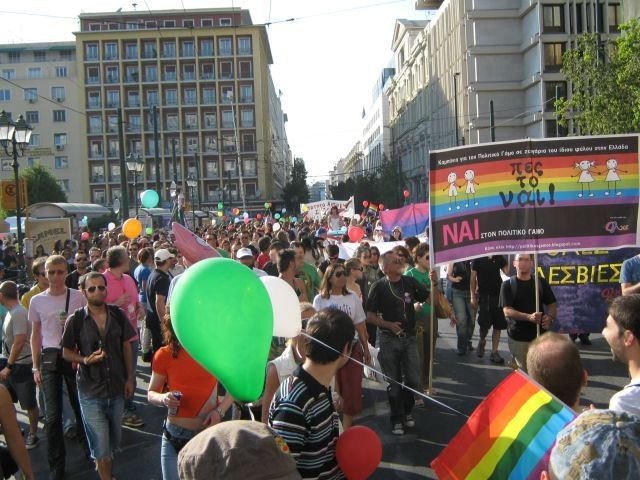
Celebración del Día del Orgullo Gay 2008 en Atenas.

La homosexualidad en Grecia es legal y socialmente aceptada. El 15 de febrero de 2024 se legalizó el matrimonio igualitario y la adopción homoparental en el país.
Hasta hace pocos años, Grecia carecía de parte de las medidas de protección ante la discriminación, que poseen los países del oeste de Europa. Y aunque la homosexualidad fue tradicionalmente tabú, el debate sobre los derechos LGBT se ha abierto en la sociedad y la política, y la visibilidad de las minorías sexuales es común en los medios de comunicación nacionales.

## Legislación
Con la aprobación de un nuevo código penal en 1950, la homosexualidad dejó de ser considerada un delito, la despenalización fue efectiva a partir del año siguiente.
La prohibición de la prostitución masculina estuvo vigente hasta el año 2006. 
En 2015 se eliminaron algunas disposiciones discriminatorias en el Código Penal Griego: La primera era la que establecía una diferencia en la edad de consentimiento que era según el artículo 347 de dicho código, de 17 años para las relaciones homosexuales masculinas y de 15 para las relaciones lésbicas o heterosexuales. La segunda norma eliminada era la que permitía a la policía obligar a las personas homosexuales a hacerse pruebas de enfermedades de transmisión sexual. Y la tercera norma eliminada fue la prohibición de la donación de sangre u órganos por parte de personas LGBT.
Una ley de protección contra la discriminación en el ámbito laboral se aprobó a finales de 2006, respondiendo así a una directiva de la Unión Europea. En 2015 se promulgaron nuevas leyes que extendieron la protección a otros ámbitos como la salud y la prestación de bienes y servicios.
El 23 de diciembre de 2015 se aprobó en el Parlamento de Grecia una ley que permite la unión civil a las parejas del mismo sexo. El 15 de febrero de 2024 se legalizó el matrimonio igualitario y la adopción homoparental.

## Parejas del mismo sexo
El 23 de diciembre de 2015 el Parlamento de Grecia aprobó la unión civil para las parejas formadas por personas del mismo sexo. Actualmente se encuentra en tramitación en el Parlamento un proyecto de ley para legalizar el matrimonio entre parejas del mismo sexo, dicho proyecto de ley sería aprobado en 2024.
El camino hacia la unión civil empezó a abrirse tras la victoria del partido socialista (PASOK) en las elecciones del 7 de junio de 2009, partido político el cual llevaba en su programa una ley de uniones civiles para parejas del mismo sexo, lo que representó un paso importante en el reconocimiento de los derechos de las parejas del mismo sexo.
En 2006 el PASOK presentó una propuesta para el reconocimiento de parejas de hecho en las que se podían inscribir tanto parejas homosexuales como heterosexuales. La propuesta de ley basada en el Pacto de Solidaridad francés fue, sin embargo, criticada por diversos colectivos LGBT por su terminología ambigua y su prohibición explícita de la adopción homoparental. La Coalición de la Izquierda Radical, no se ha pronunciado sobre la ampliación del derecho al matrimonio a parejas del mismo sexo, aunque las declaraciones de sus líderes muestran un apoyo a esta medida. El expresidente de Synaspismos, partido mayoritario de la coalición, se pronunció a favor del matrimonio así como de la aplicación de todas las medidas antidiscriminatorias y de la libre expresión de la orientación sexual. 
El partido Nueva Democracia llegó a presentar en el parlamento una propuesta para parejas no casadas exclusivamente heterosexuales que garantizaban algunos derechos. La propuesta de ley fue cuestionada por el Comité Nacional de Derechos Humanos que propuso que la ley abarcara tanto a parejas heterosexuales como homosexuales.
En 2008 el alcalde de Tilos, Anastasios Aliferis, casó a dos parejas, una formada por dos mujeres y otra por dos hombres, alegando que la constitución no prohíbe el matrimonio entre personas del mismo sexo. Aliferis fue duramente criticado por la Iglesia ortodoxa de Grecia, que ya se había opuesto en el pasado al matrimonio civil. El Ministro de Justicia Sotirios Hatzigakis declaró que los matrimonio eran inválidos al igual que el fiscal del Tribunal Supremo Griego, ante lo cual el alcalde mostró su intención de no anular los matrimonios. El gobierno finalmente presentó un recurso de anulación de estos dos matrimonios ante un tribunal, que los declaró inválidos. Sin embargo, ambos matrimonios, tienen decidido recurrir hasta llegar al Tribunal Europeo de Derechos Humanos.

## Política
En enero de 2021 asumió Nicholas Yatromanolakis como Ministro de la Cultura y el Deporte, convirtiéndose así en el primer ministro abiertamente gay del Gobierno de Grecia.

## Situación social
Atenas posee un gran número de asociaciones de defensa de los derechos LGBT, todos los años desde 2005 se celebra en sus calles el Día del Orgullo Gay. También se celebra el Outview, un festival internacional de cine gay y lésbico. El barrio de Gazi es por otra parte el que alberga la mayor oferta cultural y de ocio LGBT de la capital. En la ciudad de Salónica también se encuentra una variada oferta de ocio orientada a la comunidad LGBT. A nivel internacional y con un enfoque dirigido al turismo, la isla de Mikonos y Ereso (en la isla de Lesbos), son un destino popular entre turistas gais y lesbianas respectivamente.
La Junta Nacional de Radio y Televisión Griega (JNRTVG) que regula los contenidos de los medios de información en el país actuó reiteradamente en contra de los derechos de las personas homosexuales hasta que a finales de 2006 el Tribunal Supremo Administrativo presentó un fallo en su contra.
En noviembre de 2003 la JNRTVG multó a la mayor cadena de televisión griega, Mega Channel, con 100.000 euros por emitir en la serie televisiva, 'Klise ta Matia' (en griego: Κλείσε τα Μάτια), un beso entre dos chicos. En diciembre de 2006 el Tribunal Supremo Administrativo, anuló esta sanción, fallando que la escena de televisión reflejó una realidad social existente y relacionada con un grupo social, de los muchos existentes en una sociedad abierta y democrática. A lo que añadió que las preferencias sexuales no pueden ser condenadas. Además esta no era la primera vez que un beso entre dos hombres aparecía en televisión griega, con lo que la decisión de imponer una sanción resultaba anacrónica e hipócrita.
Antes de la sentencia, la JRNTVG realizó otras actuaciones relacionadas con los homosexuales, como la que el 21 de diciembre de 2004 le llevó a multar a la emisora de radio, 94 Epikoinonia FM (94 Eπικοινωνία FM), con 5.000 euros por considerar degradantes los contenidos de Show de Radio de Gais y Lesbianas de Atenas. Como resultado de esta acción se suspendió el único programa de radio que emitía contenidos para la población LGBT en Grecia. Además, en septiembre de 2005 realizó una consulta formal a otra de las grandes cadenas de televisión griega, ANT1, por emitir un anuncio en el que se mostraba a dos mujeres besándose.

### Opinión pública
Según una encuesta de 2023 realizada por Eurobarómetro, el 57% de los griegos esta a favor del matrimonio entre parejas del mismo sexo.
Según una encuesta de 2006 realizada por Eurobarómetro, Grecia presentaba uno de los niveles más bajos de apoyo a los derechos de las personas LGBT de la Unión Europea. En dicha encuesta de 2006 el 16% de los griegos encuestados estaban a favor de que las parejas formadas por personas del mismo sexo vean reconocido el derecho al matrimonio, mientras que el 11% estaban a favor de la adopción homoparental. En 2006 la media europea en las encuestas se situaba en el 44% y el 33% respectivamente.
Según una encuesta de 2007 realizada por Eurobarómetro, el 77% de los griegos encuestados creían que ser homosexual o bisexual tendía a ser una desventaja y el 69% creía que existía discriminación por orientación sexual frente al 37% que lo creía en 2002. Además en dicha encuesta de 2007, el 84% de los griegos  encuestados dijo no tener ningún amigo o conocido homosexual o bisexual.
En 2003 la Comunidad Homosexual Griega (EOK), realizó un sondeo a los diputados del Parlamento Helénico sobre el reconocimiento de derechos a las parejas del mismo sexo. El sondeo reveló que el 55% de los parlamentarios estaban en contra de reconocer derechos a estas parejas, mientras que el 41% se mostraba a favor. El 55% de los parlamentarios del PASOK se mostraron favorables, mientras que el partido Nueva Democracia lo hacía el 27%. Synaspismos fue el partido en el que más parlamentarios estaban a favor, y el Partido Comunista en el que más parlamentarios se abstuvieron de opinar. Los parlamentarios más favorables a los derechos LGBT fueron mayormente las mujeres, los jóvenes y los que representaban a la circunscripción de Atenas.
Por su parte el líder de la Iglesia Ortodoxa Griega Jerónimo II de Atenas, declaró en relación con la propuesta de unión civil presentada por el gobierno en 2008 que "hay necesidad de cambiar con los tiempos", afirmación ambigua en la que no se especifica si se refiere a la homosexualidad. De todas formas la iglesia griega siempre se ha caracterizado por su oposición al reconocimiento de los derechos de las personas LGBT.